# Jorge Matulic Zorinov
Juraj Matulić odnosno na španjolskom Jorge Matulic Zorinov bio je poznati novinar u emigraciji te čileanski konzul u Zagrebu od 1922. do 1932. godine. Rodom je Hrvat.
Objavio je 1923. u Zagrebu knjigu Čile/Chile.